# Nils Hänninger

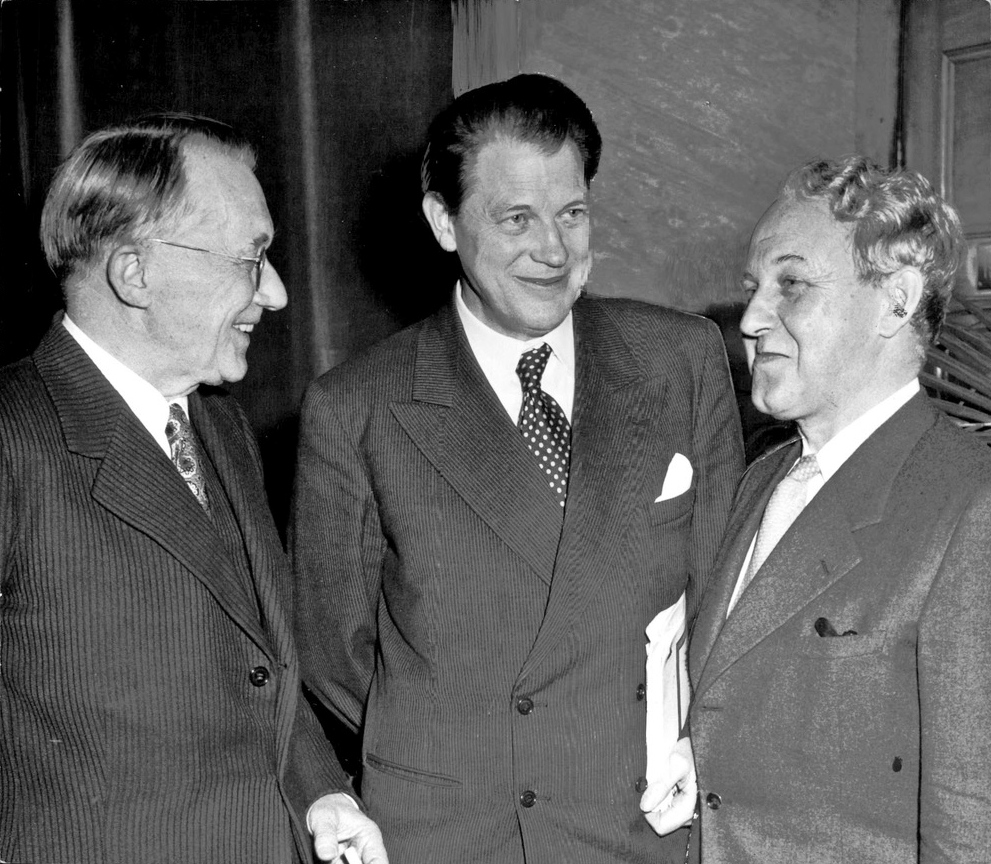
Nils Hänninger diskuterar slang med Harry Martinson och Gustaf Näsström på Publicistklubben, 1955.

Nils Henning Hänninger, ursprungligen Nilsson, född 27 maj 1887 i Landskrona, död 31 juli 1968 i Danderyd, var en svensk skolman.
Hänninger blev filosofie doktor i Lund 1917 med avhandlingen Fornskånsk ljudutveckling. Han blev lektor vid Folkskollärarseminariet i Landskrona 1918 och vid Högre latinläroverket i Göteborg 1922 samt tillfördnat undervisningsråd 1926 och ordinarie 1928. Hänninger utgav Den amerikanska uppfostringsvärlden (1922) och Diskussionsövningar (1925). Hänninger utnämndes till kommendör i Nordstjärneorden den 11 november 1952. Nils Hänninger är begravd på Danderyds kyrkogård.